# كارل لين
كارل لين (بالإنجليزية: Karl Linn) هو عالم نفس أمريكي، ولد في 11 مارس 1923، وتوفي في 3 فبراير 2005.